# Língua miya
Miya (Miyawa)  é uma língua Chádica falada em Bauchi, Nigéria. É também chamada "vә́na mίy" que significa to "boca de miy". São hoje cerca de 5 mil os falantes remanescentes de Miya . è relacionada com línguas com o Hauçá.

## Verbos
A morfologia dos verbos de Miya é supra-segmentar, onde a primeira pessoa masculina é marcada com um tom agudo. 

## Classe de substantivos
A classe de substantivos de Miya é dividida entre feminino e masculino, bem como um divisor na morfologia entre substantivos animados e inanimados. Classes substantivas em que todos os substantivos estão sob a classe feminina do masculino são chamadas de gênero gramatical.  

## Amostra de texto
Yáddē Ní Dāɗəma Tál Nāma - Dà fárkō yaddēní miy dā̀ɗə́ma tál nāma, mìy ā vā́zúw ɗṓ bíy a [dǝ] sǝnùwsǝɗáhǝ. Kwā́tsā́ā̀yuw ká, tsúwày miy bǝsáy, hár yànzú kā gā́rǝdzà ká mìy mǝna bǝsáy [bǝsaw]. Kwā́mə́nā tsā́ā̀yuw ká tsuwày, tṑ shíykḕnán suw zàhiyáy.
Português
A maneira como fabricamos nossa cerveja - Antes de tudo, fazemos nossa cerveja, derramaremos sorgo na água e ali passará a noite na água. Quando o amanhecer chega, de manhã nós lavamos e, novamente, quando é de tarde, lavamos novamente. Quando o amanhecer volta, de manhã, bem, é isso, é apenas espalhado.

## Notes
1. ↑  1941-2016., Schuh, Russell G., (1998). A grammar of Miya. Berkeley, Calif.: University of California Press. ISBN 0520098218. OCLC 38595440

## Further reading
- Russell G. Schuh.  1998.  A Grammar of Miya.  University of California Publications in Linguistics 130.  Berkeley:  University of California Press.